# Gongylidiellum compar
Gongylidiellum compar är en spindelart som först beskrevs av Westring 1861.  Gongylidiellum compar ingår i släktet Gongylidiellum och familjen täckvävarspindlar. Inga underarter finns listade i Catalogue of Life.